# Rittergut Voldagsen

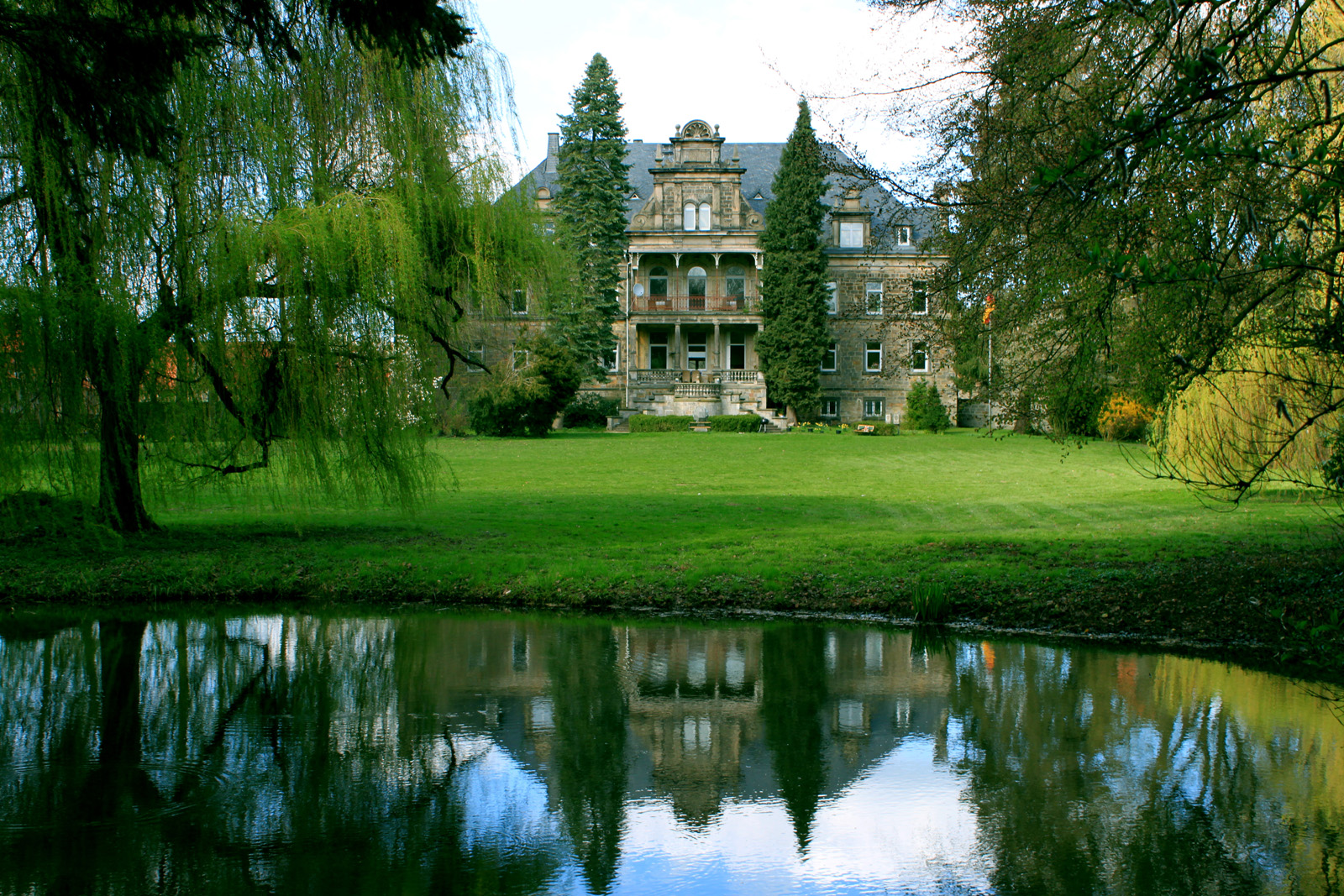
Rittergut Voldagsen – Schloss und Schlosswiese mit einem Teil der Aue

Das Rittergut Voldagsen ist ein landwirtschaftlicher Gebäudekomplex mit einem Schloss im Stil der Neorenaissance und einer ausgedehnten Parkanlage. Es befindet sich im Ortsteil Marienau der Gemeinde Coppenbrügge (Landkreis Hameln-Pyrmont) im Süden Niedersachsens. Eine Belehnung des Ritterguts durch die Grafen von Spiegelberg wurde um 1350 erstmals urkundlich erwähnt. Während seiner Lehnsgeschichte befand sich das Rittergut Voldagsen bis in das Jahr 1878 über 200 Jahre lang im Besitz des Adelsgeschlechts Münchhausen. Von 1945 bis 1955 befand sich hier das Erwin-Bauer-Institut, eine Forschungsstelle der ehemaligen Kaiser-Wilhelm-Gesellschaft, der heutigen Max-Planck-Gesellschaft. Von 1956 bis 1996 war im Schloss ein Schulungszentrum des Bundesverbandes für den Selbstschutz untergebracht. Heute befindet sich das Rittergut wieder in Privatbesitz und wird als Veranstaltungsort für Hochzeiten und andere Veranstaltungen genutzt. Das gesamte Ensemble mit Schloss, Wirtschaftsgebäuden, See und Parkanlage steht unter Denkmalschutz.

## Geographische Lage und Verkehrsanbindung

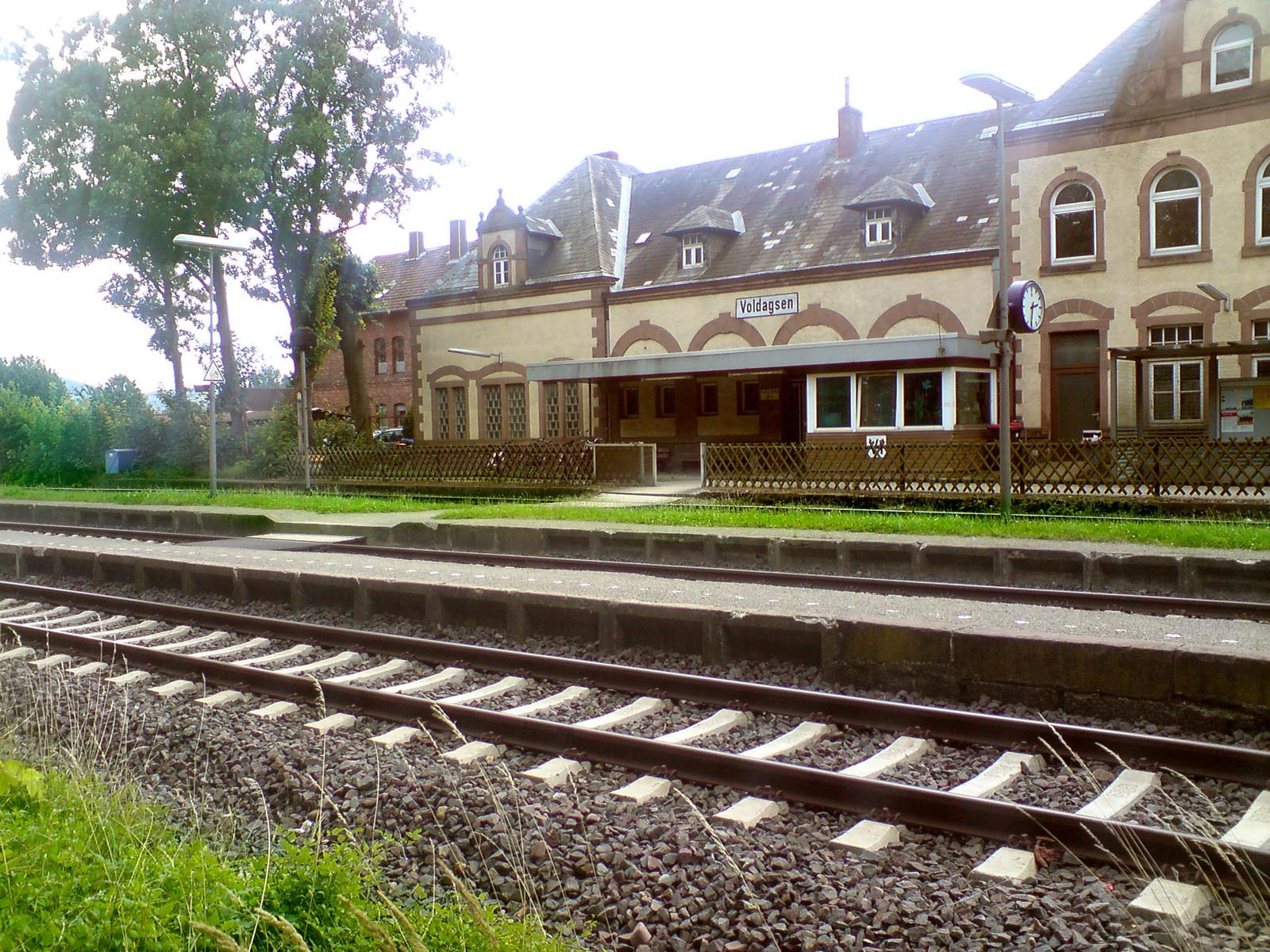
Historischer Bahnhof Voldagsen von 1896

Voldagsen liegt im östlichen Weserbergland Südniedersachsens in der Mitte des Tals zwischen dem Höhenzug Osterwald und dem nördlichen Ende des Ith. Das Rittergut selbst befindet sich dabei auf einer Höhe von 131 m über Normalnull. 18 km östlich von Hameln und 20 km südlich von Springe und Bad Münder am Deister. Über einen Teil des Grundstückes fließt die Aue, ein etwa 9 km langer Fluss, der auch den zur Parkanlage gehörenden See versorgt und bei Benstorf-Quanthof in die Saale mündet.
Südlich unweit von Voldagsen liegt die Bundesstraße 1, welche in westlicher Richtung über Coppenbrügge nach Hameln und in östlicher Richtung über Elze nach Hildesheim führt. Voldagsen ist Teil der Ith-Schleife, einem 2012 neu eingeweihten Radwanderweg. Am Rittergut Voldagsen vorbei führt auch der Kansteinweg, eine etwa 83 km lange Wanderstrecke von Hannover nach Alfeld.

### Bahnhof
Der Bahnhof Voldagsen liegt an der Bahnstrecke Elze–Löhne. 1896 wurde außerdem die Bahnstrecke Voldagsen–Delligsen eröffnet, die 1967 in eine Anschlussbahn umgewandelt wurde und nur noch auf dem Abschnitt bis Salzhemmendorf genutzt wird. Im Personenverkehr wurde der Bahnhof stündlich von der Linie RB 77 (Weser-Bahn) zwischen Hildesheim Hbf und Herford bedient. Um die Ortschaft Marienau besser zu erschließen, wurden die bestehenden Bahnsteige durch einen neuen Bahnsteig etwa 700 m weiter westlich ersetzt, der sich im Ort nahe dem Bahnübergang der Bundesstraße 1 befindet und seit 2025 in Betrieb ist. Der Bahnhof Voldagsen wird seitdem nicht mehr bedient.

## Beschreibung
Das heutige Herrenhaus besteht im Kern aus einem Bruchsteingebäude von 1836, das 1885 im Stil der Neorenaissance stark umgebaut wurde. Die ehemalige Oberförsterei steht an der Stelle des ehemaligen „Unterhauses“ der Burg. Der Gewölbekeller stammt wohl noch von 1350, das heutige Gebäude vom Anfang des 20. Jhs. ersetzt einen Vorgängerbau von 1575. 1826 wurden bei Ausschachtungsarbeiten Reste der Ringmauer und der Zugbrücke samt Ketten in der Nähe des jetzigen Nordausgangs des Gutes gefunden.

## Geschichte
Der Ortsname Voldagsen geht auf einen Mann mit dem Namen „Volktag“ zurück, der mit den Landgütern belehnt war. Als Grundwort ist diesem ein -hausen in der verkürzten Form -sen angehängt. Dieses stammt von dem altnordischen Wort hus ab, welches eine mit einem Haus bebaute feste Wohnstätte bezeichnet. Es gab im Mittelalter für Voldagsen auch die Schreibweisen Voldaghausen und Voldagessen. Ebenfalls nachweisbar sind Bezeichnungen mit F anstelle von V, wie Foldagusheim, Foldaghusen und Foldagsen.
In seiner Geschichte gehörte das Rittergut Voldagsen zu verschiedenen Lehnsherren und wurde mehrfach weitervererbt. Voldagsen gehörte zuerst zur Grafschaft Spiegelberg, welche unter Graf Moritz I. von Spiegelberg 1281 mit dem Hauptort Coppenbrügge und dem Stammsitz auf Burg Coppenbrügge entstand. Als 1557 mit Graf Philipp von Spiegelberg und Pyrmont der letzte männliche Nachkomme in der Schlacht bei Saint-Quentin fiel, wurde die Grafschaft in weiblicher Linie unter Vorbehalt der Landeshoheit des Herzogtums Braunschweig und des hierzu gehörenden Fürstentums Calenberg an eine Nebenlinie des Hauses Lippe vererbt. Als Graf Simon von der Lippe 1583 starb, ging das Erbe an die Grafen von Gleichen über. Mit dem Tod von Graf Hans Johann Ludwig von Gleichen-Tonna im Jahre 1631 erlosch auch dieses Grafengeschlecht in männlicher Linie, und die Spiegelberger Lehen gingen an Nassau-Diez. Ab 1702 gehörte Nassau-Diez zum Königshaus Oranien, dem heute noch regierenden Königshaus der Niederlande. Erst 1819 verkauften diese die Spiegelberger Grafschaft an das Königreich Hannover, welches 1866 als Provinz Hannover von Preußen annektiert wurde.

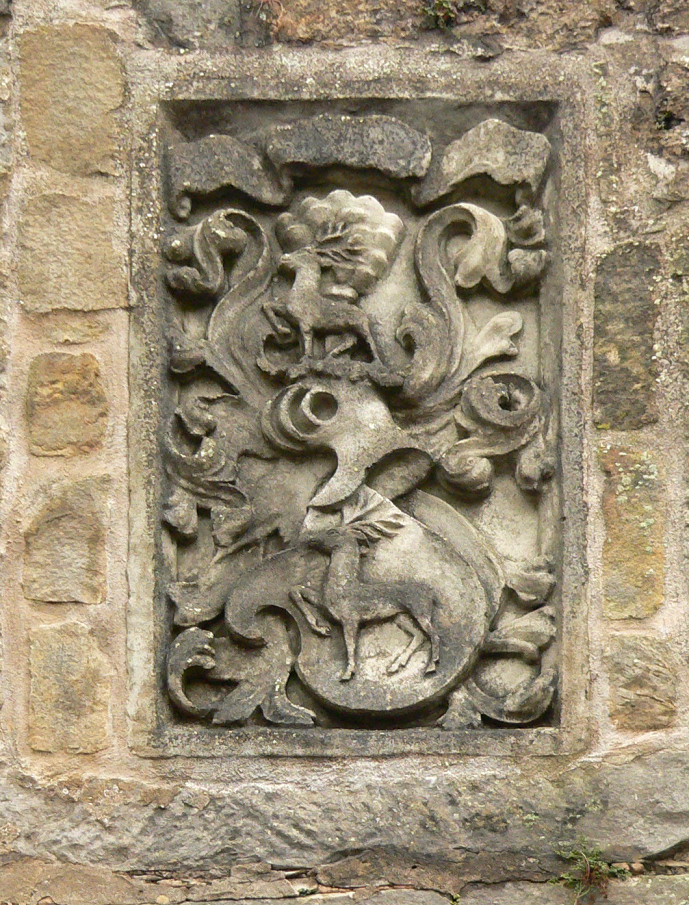
Wappendarstellung der Grafen von Spiegelberg von 1507 an der Burg Coppenbrügge
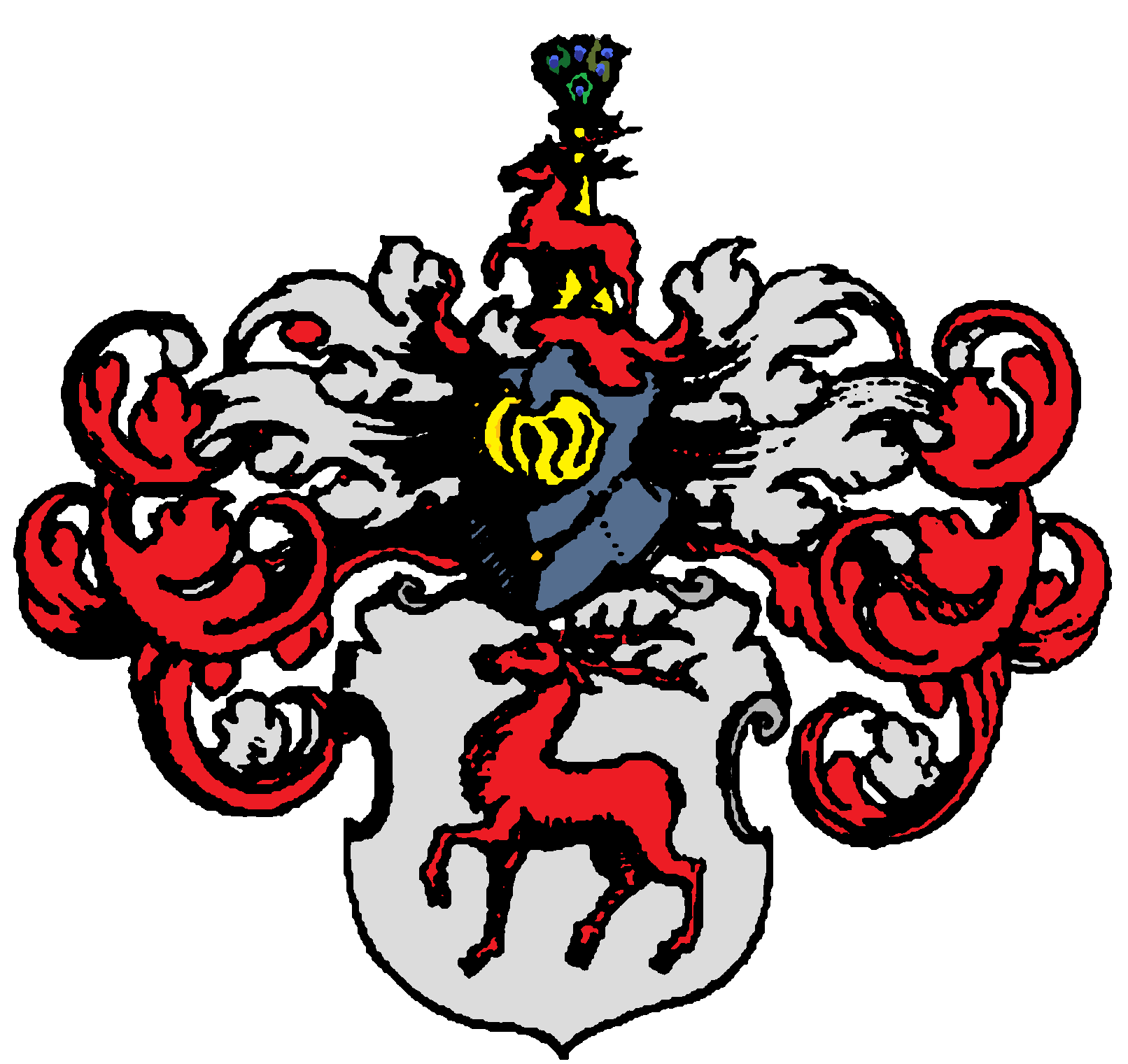
Stammwappen der Grafen von Spiegelberg aus Siebmachers Wappenbuch.
Wappen der Grafen von Gleichen aus dem Jahr 1605 mit dem Hirsch der Spiegelberger
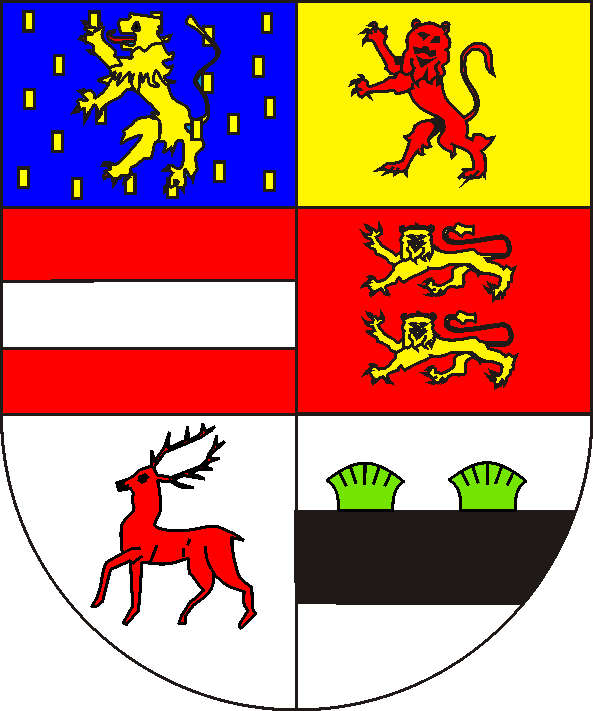
Wappen des Hauses Nassau-Diez mit dem Hirsch der Spiegelberger.

### Bock von Nordholz (1350–1628)

Wappen der Bock

Die ersten urkundlich nachweisbaren Lehnsnehmer von Voldagsen waren die Bock von Oldendorf, eine Nebenlinie der Bock von Wülfingen. Die Bock von Oldendorf waren Burgmänner im Dienste der Edelherren von Homburg auf deren Stammsitz, der Homburg bei Stadtoldendorf. Durch langjährige treue Dienste gegenüber verschiedenen Lehnsherren konnten die Bock von Oldendorf ihren Lehnsbesitz in der Region weiter ausbauen. Etwa 1285 errichteten sie südlich von Marienau am Hang des Ith mit der Burg Nordholz ihren eigenen Stammsitz. Ab 1286 wurden sie nun als Bock von Nordholz in einer Urkunde der Homburger erwähnt.
Um 1350 erscheinen sie als Lehnsnehmer von Voldagsen in einer Urkunde der Grafen von Spiegelberg. Zu dieser Zeit bestand Voldagsen noch aus zwei voneinander getrennten Meierhöfen, die in der Folgezeit zu Sattelhöfen erweitert wurden. Im Verlauf der Hildesheimer Stiftsfehde wurde die Burg Nordholz 1521 zerstört und musste geräumt werden. Die Bock von Nordholz wählten nun Voldagsen als ihren neuen Stammsitz. In dieser Zeit wurde das Oberhaus (das heutige Schloss) zu einer Wasserburg umgebaut.
Bis in das Jahr 1628 konnten die Bock von Nordholz das Voldagser Lehen als Stammsitz und ihre Besitztümer in der Region halten. Diese reichten von Lauenstein bis nach Lechstedt östlich von Hildesheim. Noch heute ist das Familienwappen der Bock von Nordholz an einem der Wirtschaftsgebäude an der Innenhofseite zu sehen. Mit dem Tod von Christoph Dietrich Bock von Nordholz 1628 endete das Geschlecht in männlicher Linie.

### Übernahme durch die von Münchhausen (1628–1878)

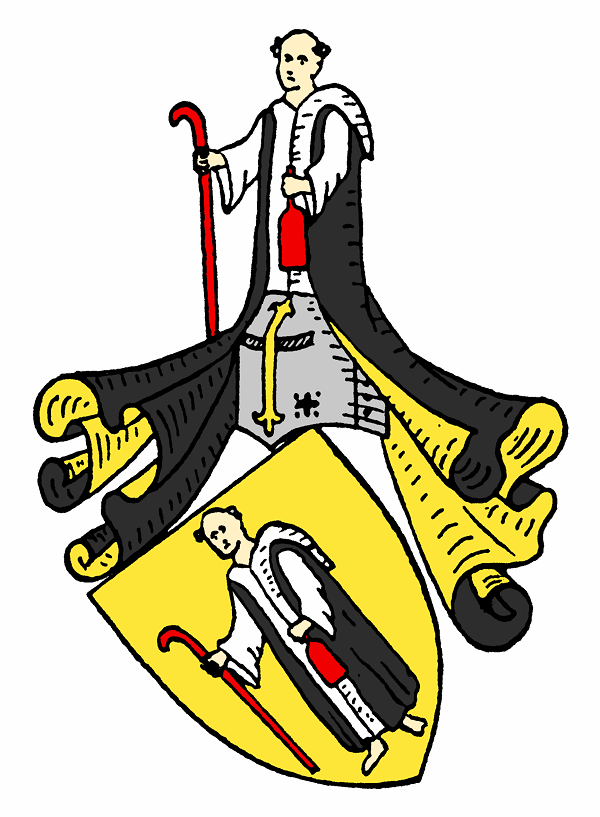
Wappen der Münchhausen

Die Bock von Nordholz und die Adelsfamilie Münchhausen standen bereits seit 1517 miteinander in Verbindung. Sie waren von 1517 bis 1521 gemeinsam Pfandbesitzer der Burg Aerzen. Als sich abzeichnete, dass die beiden letzten männlichen Familienmitglieder der Bock von Nordholz wahrscheinlich keine männlichen Nachkommen mehr haben würden, erwarb Hilmar der Jüngere von Münchhausen bei den Grafen von Gleichen und zu Spiegelberg bereits Ostern 1613 für 2000 Taler eine Anwartschaft auf das Voldagser Lehen.
Christoph Dietrich Bock von Nordholz hatte noch zwei Schwestern, welche auf Gut Voldagsen lebten. Mit einem Schreiben vom 21. Juni 1619 hatte er bei dem Braunschweigischen Herzog Friedrich Ulrich, als damaligem obersten Lehnsherren von Voldagsen, ein Leibgedinge für seine Schwestern erreicht. Dies bedeutete, dass sie ein Anrecht darauf hatten, dort wohnen zu bleiben, auch wenn das Lehen an einen neuen Besitzer übergeht. Hinzu kamen Streitigkeiten über die Zuständigkeit bei der Neuvergabe des Lehens und Schulden, welche Christoph Dietrich Bock von Nordholz seinen Schwestern hinterlassen hatte. Dies führte dazu, dass die Münchhausen das Rittergut Voldagsen erst 1655 nach einem langjährigen Gerichtsstreit durch einen Vergleich zugesprochen bekamen.

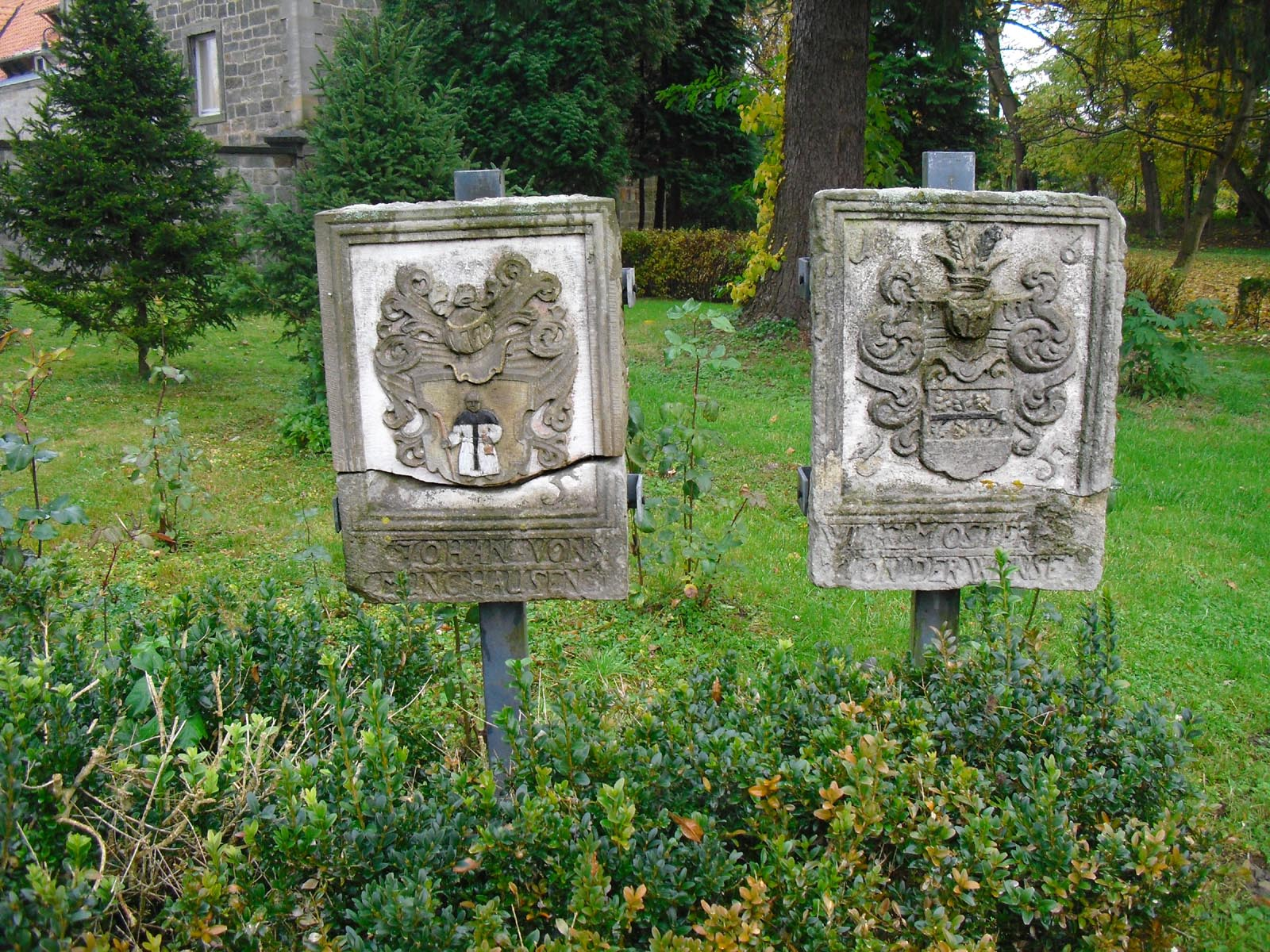
Wappensteine von Johann von Münchhausen und seiner ersten Frau Wilhelmine Osterheld von der Wense, 1665

 Bei einem Erbvergleich mit seinen Brüdern erhielt Johann von Münchhausen (* 24. Juni 1629 in Rinteln; † 8. Dezember 1714 in Germsee) Voldagsen und bezog das Rittergut im Jahre 1657. Er baute den Gutshof wieder auf, der seit 1628 brachgelegen und sich in einem sehr schlechten Zustand befunden hatte. Die Wappensteine von Johann von Münchhausen und seiner ersten Frau Wilhelmine Osterheld von der Wense sind auf das Jahr 1665 datiert und markieren den Abschluss des Wiederaufbaus des Gutsbetriebs.
Johann von Münchhausen ließ neben dem Schloss auch eine Kapelle errichten, welche im Jahre 1661 fertiggestellt war. Johann von Münchhausen hatte insgesamt 10 Kinder aus drei Ehen. In dem Gewölbe unter der Kapelle wurden zwischen 1661 und 1722 seine Söhne Johann († 1661), Börries Wilhelm († 14. Mai 1697) und Johann Friedrich († 9. Oktober 1722), seine Tochter Albertina († 10. März 1697), sowie seine erste Frau Wilhelmine Osterheld von der Wense († 10. Juli 1676) begraben. Der genaue Standort der Kapelle lässt sich heute nicht mehr feststellen.
Einige Generationen später wurde durch Otto Friedrich Julius von Münchhausen (* 28. April 1754 auf Schwöbber; † 2. April 1828 auf Schwöbber) damit begonnen, den Gutshof Voldagsen in seine heutige Form umzubauen. Die Bauarbeiten wurden durch seinen Sohn August Friedrich Gottlob Freiherr von Münchhausen (* 21. Mai 1798 auf Schwöbber; † 3. März 1861 auf Schwöbber) im November 1838 fertiggestellt. Dieser errichtete auch das heutige Schloss. An den Baubeginn und die Fertigstellung erinnern heute noch zwei Gedenktafeln, welche in die Außenwand der Wirtschaftsgebäude eingelassen worden sind.
Staats Friedrich Burghard von Münchhausen (* 16. Juni 1840 in Voldagsen; † 21. März 1907 in Hilkenbreden bei Aerzen) konnte durch einen Rezess 1873 die Allodifizierung des Rittergutes erreichen. Rittergut Voldagsen ging damit in das Eigentum der von Münchhausen über. 1875 verkaufte er einen Teil der Ländereien an die Hannover-Altenbekener Eisenbahn-Gesellschaft, die dort die Bahnhaltestelle Voldagsen einrichtete. 1877 erbaute Staats von Münchhausen direkt an den Bahnschienen im heutigen Bereich der Bertramstraße in Marienau die Dampfziegelei Neu Friedrichs Hütte. Zum Rittergut Voldagsen gehörte zu dieser Zeit auch ein Steinbruch südlich von Marienau, in dem Dolomitsteine bearbeitet wurden. Im Jahr 1878 waren über 100 Arbeiter mit der Bearbeitung beschäftigt. Staats von Münchhausen hatte 1878 auf der Hannoverschen Provincialausstellung einen Preis für die Qualität dieser Steine erhalten. Die Bahnsteige des Bahnhofs Northeim und des Hauptbahnhofs Hannover waren hieraus gebaut worden. Beide Bahnhöfe wurden im Zweiten Weltkrieg bei Luftangriffen 1945, beziehungsweise 1943 zerstört, so dass hiervon heute nichts mehr zu sehen ist.
Trotz großer Besitztümer der Familie musste Staats von Münchhausen jedoch 1878 Konkurs anmelden und das Rittergut Voldagsen kam unter Zwangsverwaltung. 1880 wurde das Rittergut an den Rentier Fritz König aus Bonn zwangsversteigert.

### Umbau des Rittergutes durch Fritz und Alfred König (1880–1914)

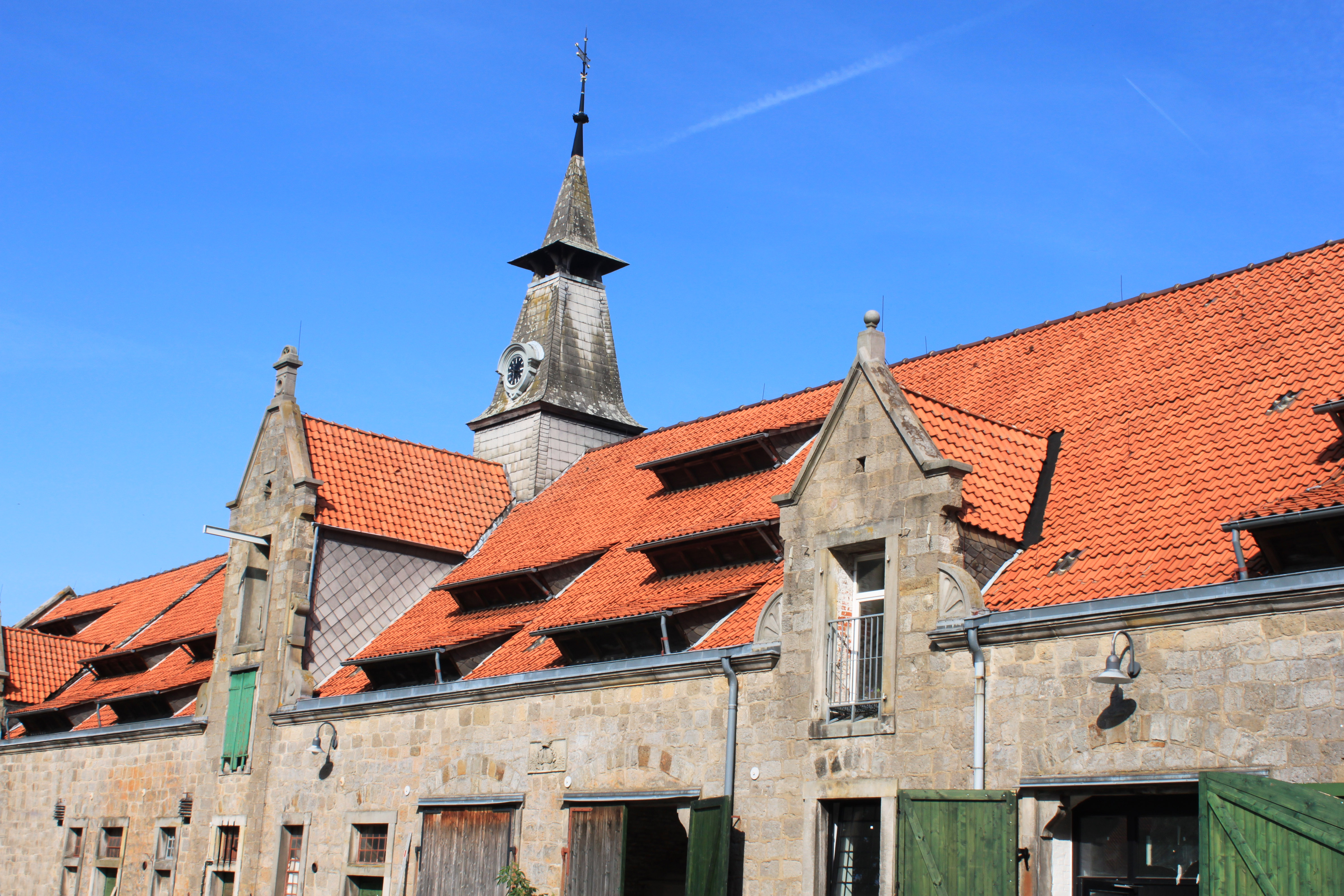
Rittergut Voldagsen – Östliche Wirtschaftsgebäude mit Uhrenturm

Wappen der Familie König

Fritz König ließ ab 1882 große Teile der Gebäude auf dem Rittergut erweitern und neu errichten. Um Baumaterial zu erhalten, hatte er bereits 1881 die erst 1877 von Staats von Münchhausen neu gebaute Dampfziegelei und einige Scheunen abreißen lassen. Die östlichen Wirtschaftsgebäude, bestehend aus Scheunen, Verwalterhaus und Gesindehaus wurden komplett neu aufgebaut. Auf der Spitze der Scheunengebäude wurde ein Uhrenturm aufgesetzt. Eine große Veränderung betraf hierbei das Schloss, welches um eine komplette zweite Etage und eine neue Terrasse auf der Rückseite zur Schlosswiese hin erweitert wurde. Sämtliche Gebäude wurden mit einer Blitzableiteranlage versehen, welche noch heute besteht. Für die Außenverkleidung der Um- und Neubauten wurden Dolomit-Steine verwendet, welche aus dem eigenen Steinbruch stammen. Auch die Münchhausen hatten diese für die Errichtung des Schlosses und der Wirtschaftsgebäude bereits genutzt, so dass ein einheitlicher Baucharakter beibehalten wurde.
Fritz König hatte die Verwaltung des Ritterguts Voldagsen schon früh an seinen Sohn Alfred König übertragen, der den Betrieb des Wirtschaftshofs und die Umbauarbeiten überwachte. Im April 1894 hatte er das Eigentum an Rittergut Voldagsen komplett an seinen Sohn abgetreten. Alfred König beauftragte 1891 den damals international bekannten Gartenbauingenieur Rudolph Jürgens mit der Neuplanung der Gartenanlage. Es wurde viel Erdreich ausgehoben, um den See auf seine heutige Größe zu erweitern. Es wurde ein Wehr angelegt, um den Wasserstand des Sees regulieren zu können. Auch der Verlauf der Gräften entspricht noch heute den Entwürfen von Jürgens.

### Max-Planck-Institut für Züchtungsforschung (1945–1955)
Ab 1945 wurden das Schloss, die Försterei und ein Teil der zum Gutshof Voldagsen gehörenden Ländereien durch die Kaiser-Wilhelm-Gesellschaft gepachtet. Hierhin zog das 1929 in Müncheberg von Erwin Baur gegründete Institut für Züchtungsforschung um. Unter der Leitung von Wilhelm Rudorf wurden in Voldagsen Zuchtversuche an verschiedenen Kulturpflanzen, wie Kartoffeln, Beeren, Baumobst, Gemüse und Futterpflanzen durchgeführt. 1948 wurde die Kaiser-Wilhelm-Gesellschaft aufgelöst und die einzelnen Institute in die neu gegründete Max-Planck-Gesellschaft eingegliedert. Unter dem neuen Namen Max-Planck-Institut für Züchtungsforschung wurden die Arbeiten in Voldagsen fortgeführt. Viele Neuzüchtungen von Nutzpflanzen gingen aus dieser Zeit hervor. Zuchtmaterial mit verbesserten Zuchteigenschaften wurden auch an private Pflanzenzüchter weitergegeben. Da die klimatischen Bedingungen in Voldagsen für die Zuchtforschung jedoch nicht optimal waren und das Platzangebot für Aussaaten nach 10 Jahren nicht mehr ausreichte, wurde das Institut 1955 nach Köln verlegt.

### Bundesverband für den Selbstschutz (1955–1996)
1955 mietete der Bundesluftschutzverband (BLSV) das Gutsgelände für 10 Jahre an, um hier die Landesschule Niedersachsen einzurichten. Rittergut Voldagsen war damit eine von insgesamt fünf Landesschulen im alten Bundesgebiet und nahm 1956 den Betrieb auf. Im Schloss waren Schulungsräume untergebracht. Im Schlosspark und auf dem restlichen Gelände wurden Übungslehrgänge durchgeführt. Ziel des 1961 in Bundesverband für den Selbstschutz (BVS) umbenannten Verbandes war eine umfassende Information der Öffentlichkeit über den Zivil- und Katastrophenschutz. So wurden insbesondere Lehrgänge über Hilfeleistungen bei Haushalts-, Verkehrs- und Arbeitsunfällen durchgeführt. Noch vor Ablauf des Mietvertrages kaufte der Bundesverband für den Selbstschutz 1963 das komplette Objekt. Der BVS nutzte das Rittergut Voldagsen bis in das Jahr 1996 für Lehrgänge. 1997 wurde der BVS aufgelöst. Heute werden seine Aufgaben vom Bundesamt für Bevölkerungsschutz und Katastrophenhilfe wahrgenommen.

### Heutige Nutzung

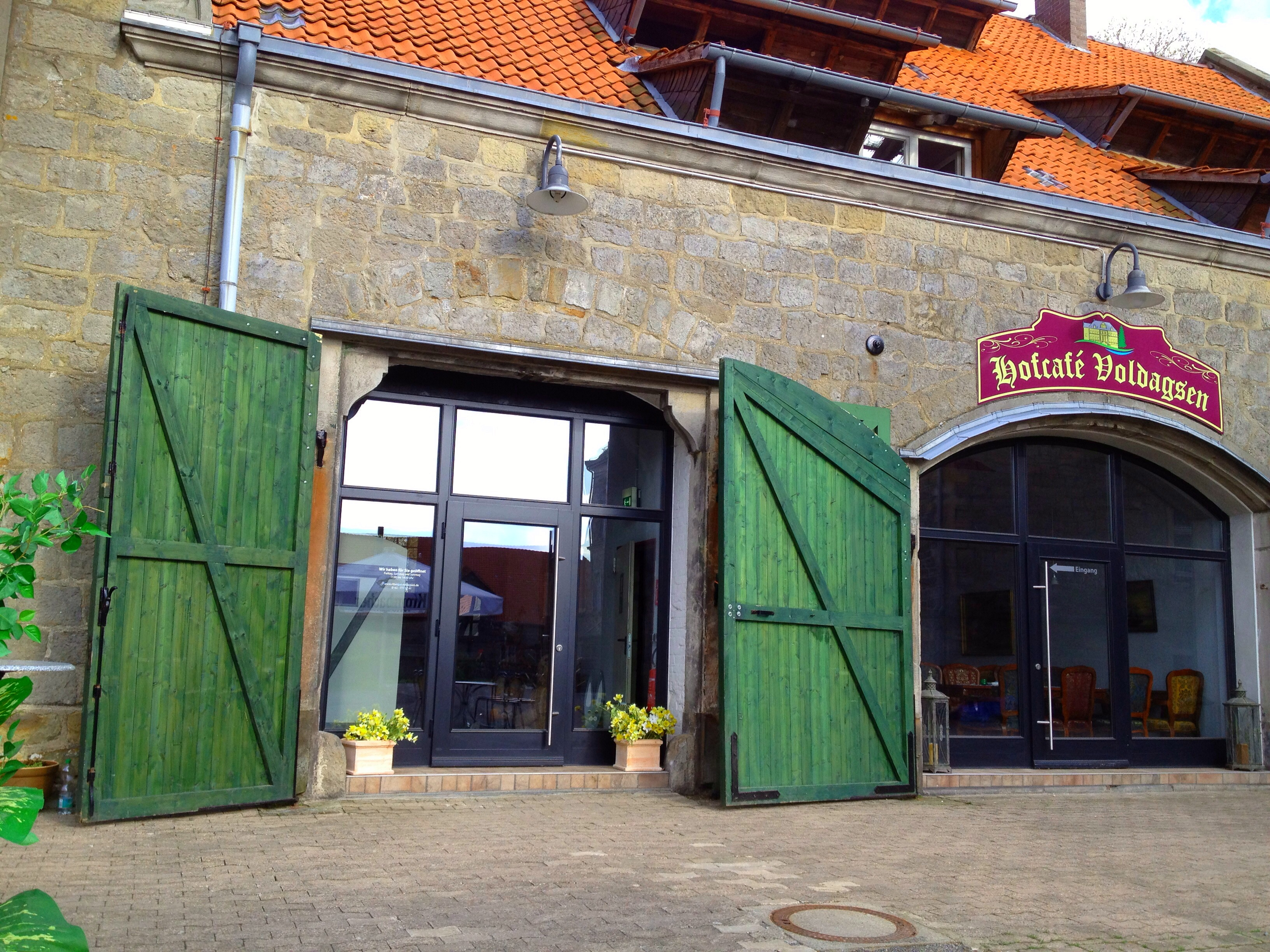
Rittergut Voldagsen – Hofcafé

Das Rittergut befindet sich im Privatbesitz der Familie Schäffer aus Hannover. Nach umfangreichen Umbau- und Renovierungsarbeiten wird das Rittergut für die Ausrichtung von Hochzeiten genutzt.

## Sonstiges

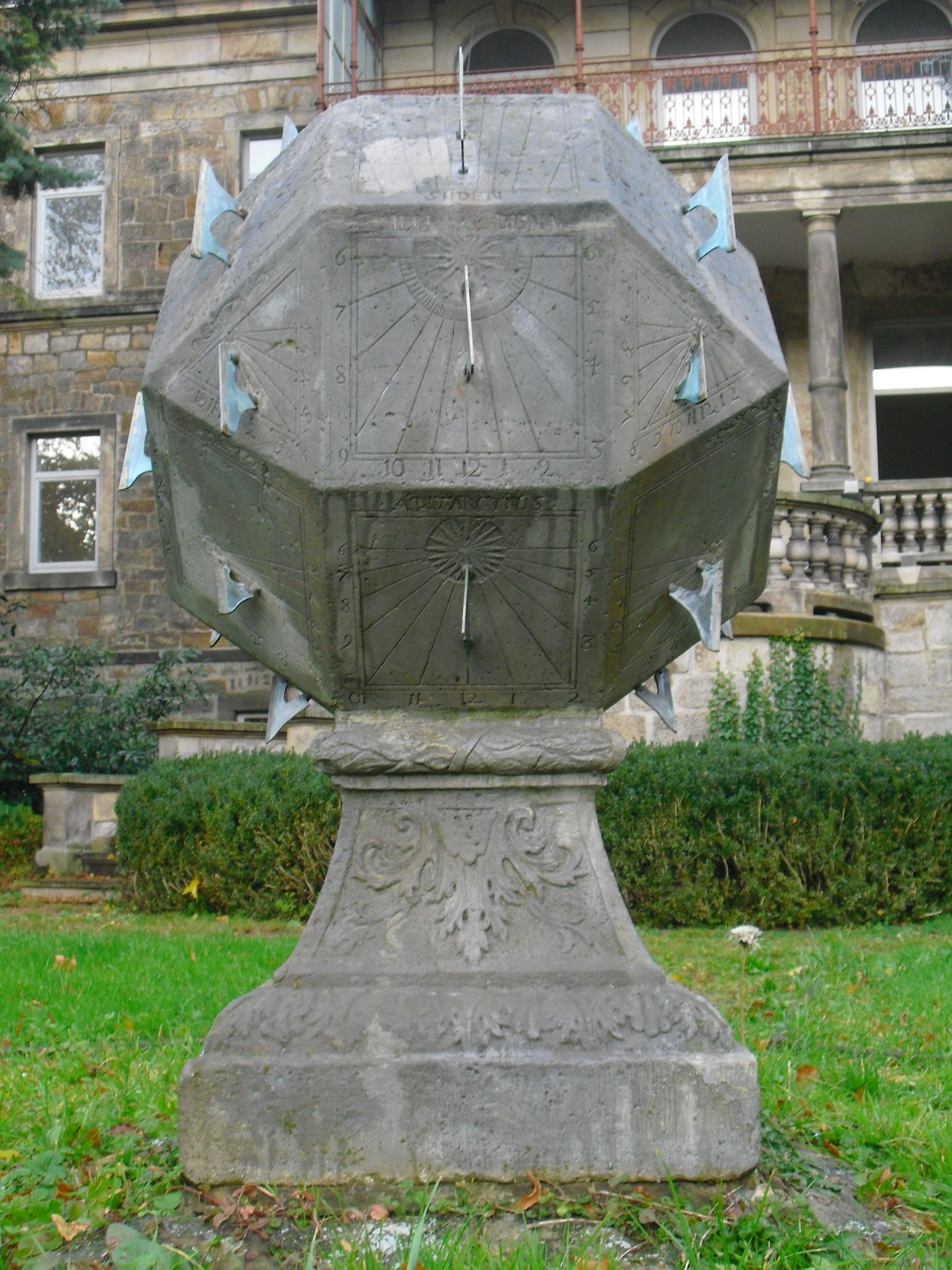
Rittergut Voldagsen – Sonnenuhr auf der Herrenwiese, um 1700

- Der unter der Bezeichnung „Lügenbaron“ berühmt gewordene Geschichtenerzähler Hieronymus Carl Friedrich von Münchhausen ist ein Urenkel von Johann von Münchhausen, dem ersten Münchhausen, der das Rittergut Voldagsen 1657 bezogen hat.

- Auf der Schlosswiese des Ritterguts befindet sich eine seltene Vielflächensonnenuhr. Es handelt sich dabei um einen 26-seitigen Polyeder. Die Sonnenuhr wurde ungefähr im Jahr 1700 angefertigt. Wer diese in Auftrag gegeben hat und wer sie angefertigt hat, ist nicht mehr nachvollziehbar. 1971 ist die Uhr in Zusammenarbeit mit dem Astronomischen Institut der damaligen TU Hannover aufwändig restauriert und neu ausgerichtet worden.[31] Bei der Berechnung und Ausrichtung der neu erstellten Schattenstäbe wurde festgestellt, dass die Uhr die Ortssonnenzeit von Voldagsen anzeigt, also extra für das Rittergut angefertigt worden ist.